# Mistrzejowice

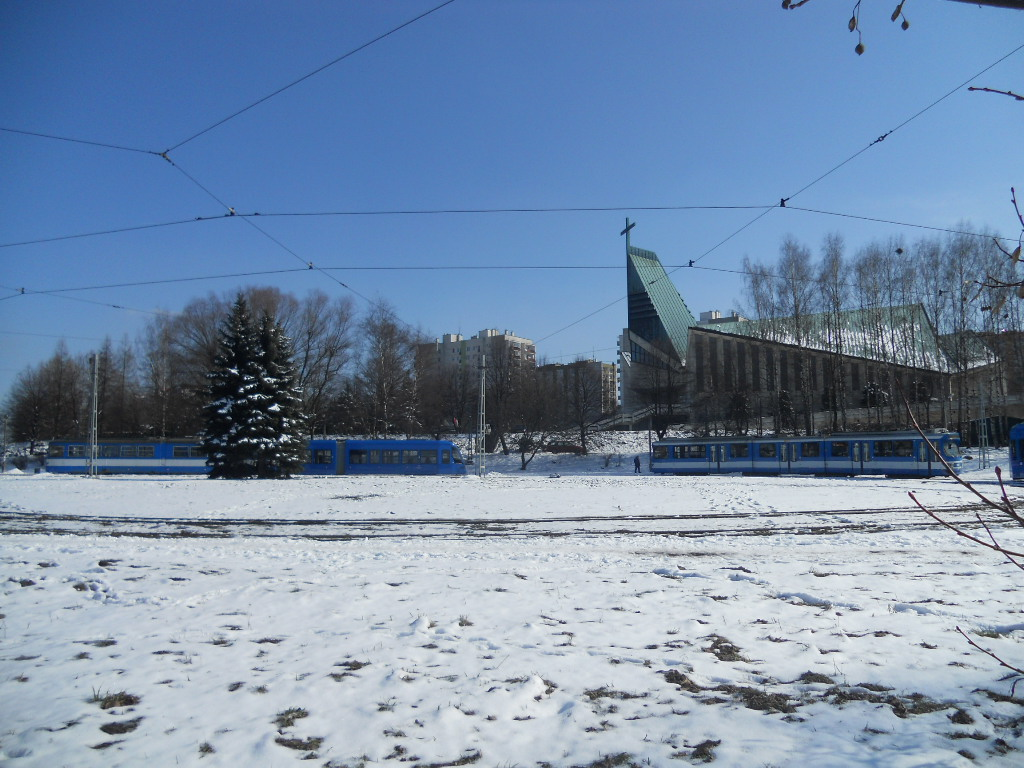
Kościół św. Maksymiliana Kolbego oraz pętla tramwajowa na Mistrzejowicach

Mistrzejowice – obszar Krakowa wchodzący w skład Dzielnicy XV Mistrzejowice.

## Historia
Wzmianki o Mistrzejowicach pochodzą z 1270 roku kiedy ich nazwę podawano jako „Mistrevich” (pochodząca od staropolskiego słowa mistrz). „Mistrzovicze” to nazwa wsi z lat 1371–1374, w sto lat przed przeniesieniem jej z prawa polskiego na niemieckie, co w 1464 roku uczynił Kazimierz IV Jagiellończyk. Pomiędzy XV a XVII wiekiem wieś była własnością kapituły krakowskiej, i liczyła sobie w XVIII wieku około 20 domów i 100 mieszkańców. Na jej terenie znajdowała się karczma i młyn. Pod koniec XIX wieku populacja mieszkańców wzrosła o 50 osób, w Mistrzejowicach znajdowała się też posiadłość dworska należąca do rodziny Ostrzeszowiczów. W latach 80. i 90. XIX wieku miejscowość Mistrzejowice, podobnie jak sąsiednie Batowice, częściowo przekształcono podczas budowy Twierdzy Kraków - forty „Batowice” i „Mistrzejowice”. Choć teraz forty są zaniedbane, wciąż należą do atrakcji turystycznych. Są jednak plany ich ponownego wykorzystania i rewitalizacji.
W 1951 miejscowość została wraz z pozostałymi miejscowościami na obszarze których rozpoczęto budować Nową Hutę przyłączona do Krakowa jako LV dzielnica katastralna.
W latach 1968–1982 na terenie dawnej wsi, włączonej w granice Krakowa zrealizowano nowe założenie architektoniczno-urbanistyczne Mistrzejowic, które w zamierzeniu miało stanowić rozbudowę ówczesnej dzielnicy Nowa Huta. Zespół Mistrzejowic powstał na drodze konkursu architektonicznego, rozstrzygniętego w 1963 roku. Zwyciężył projekt przygotowany przez zespół prof. Witolda Cęckiewicza, z którym współpracowali Maria Czerwińska - autorka szczegółowych projektów urbanistycznych, Jerzy Gardulski i Maria Rekaszys. Projekty poszczególnych budynków opracowali Maria i Jerzy Chronowscy, z którymi współpracowali Tadeusz Bagiński, Stefan Golonka, Ewa Podolak i Olgierd Krajewski. Całe założenie było projektowane dla ok. 40 tys. mieszkańców. Zespół urbanistyczny Mistrzejowic powstawał niejako w odpowiedzi na krytykę projektu realizowanych wówczas już od jakiegoś czasu Bieńczyc Nowych, które charakteryzowały się dominującymi w pejzażu dzielnicy, podłużnymi, dziesięciopiętrowymi wieżowcami, a przez to monumentalną skalą i koszarową kompozycją zabudowy. Projekt dla Mistrzejowic zakładał mniejszą skalę zabudowy, która miała wpisywać się w naturalne, pagórkowate ukształtowanie terenu, gdzie wysokość terenu rośnie w kierunku północnym. W kompozycji urbanistycznej Mistrzejowic widoczne jest nawiązanie do struktury liścia lub gałązki. Mistrzejowice są zbudowane w oparciu o trzon czyli główną ulicę Srebrnych Orłów, którego rozchodzą się rozgałęzienia, dwie główne gałęzie ks. Jancarza oraz Piasta Kołodzieja - wzdłuż tych ulic poprowadzone zostały ciągi komunikacji tramwajowej w dzielnicy do pętli „Mistrzejowice” oraz „Os. Piastów”. 
Z kolei z tych ulic „gałęzi” wyrastają następne w formie już osiedlowych ulic wewnątrz rozplanowanych między głównymi ulicami, czterech osobnych podzespołów mieszkaniowych, późniejszych osiedli. W dolnych częściach każdego z tych podzespołów rozplanowano tarasowo, równolegle do siebie ułożone, podłużne, czteropiętrowe bloki o południowej ekspozycji elewacji, które w koncepcji drzewa mają symbolizować liście. Powyżej zaplanowano mniejsze powierzchniowo bloki: czteropiętrowe „puchatki” oraz dziesięcio- i jedenastopiętrowe m.in. „punktowce”, mające symbolizować owoce. Uzupełnieniem całości zespołu miały być pawilony handlowo-usługowe. Pierwotnie czterem podzespołom mieszkaniowym Mistrzejowic planowano nadać nazwy nawiązujące do czterech pór roku, czyli Osiedle Wiosenne, Letnie, Jesienne i Zimowe. Ostatecznie otrzymały one nazwy kolejno: Tysiąclecia, Złotego Wieku, Bohaterów Września i Piastów. Nieliczne pozostałości starej zabudowy dawnej wsi zlokalizowane są głównie przy ulicy Mistrzejowickiej. Obszary te jednak na przestrzeni lat przynależności do miasta Krakowa uległy silnej urbanizacji i dzisiaj w większości stanowią zwartą, miejską tkankę zabudowy jednorodzinnej z elementami zabudowy wielorodzinnej.
W 1983 roku konsekrowany został przez Jana Pawła II kościół św. Maksymiliana Marii Kolbego, przed którym stanął pomnik Papieża na Osiedlu Tysiąclecia. W latach 80. XX wieku parafia ta była jednym z najważniejszych ośrodków oporu przeciwko władzy socjalistycznej. Działał tu m.in. ks. Kazimierz Jancarz, wybitna postać polskiej opozycji demokratycznej.
Poza kościołem św. Maksymiliana Marii Kolbego na Osiedlu Tysiąclecia, w latach 1991-1996 wzniesiony został kościół Matki Bożej Nieustającej Pomocy na Osiedlu Bohaterów Września.

## Infrastruktura
W obrębie dzielnicy znajduje się kilka domów kultury, bibliotek:
- Biblioteka Kraków:
  - Filia 48 – os. Bohaterów Września 26
  - Filia 49 – os. Tysiąclecia 42
- Biblioteka Klubu „Kuźnia”
- Młodzieżowy Dom Kultury im. Andrzeja Bursy
- Klub „Kuźnia”
- Centrum Kultury Katolickiej Mistrzejowice
- Klub „Mirage”
- Park Wodny przy ul.Dobrego Pasterza 126

### Szkolnictwo i edukacja
- XXI Liceum Ogólnokształcące im. Stanisława Witkiewicza o profilu artystycznym
- Publiczne Salezjańskie Liceum Ogólnokształcące
- Zespół Szkół Poligraficzno-Medialnych
- Szkoły Podstawowe: 77, 85, 89, 126, 130 i 144
- Przedszkola: 125, 131, 144, 148, 152 i 177
- Żłobki: 6 i 22

## Galeria

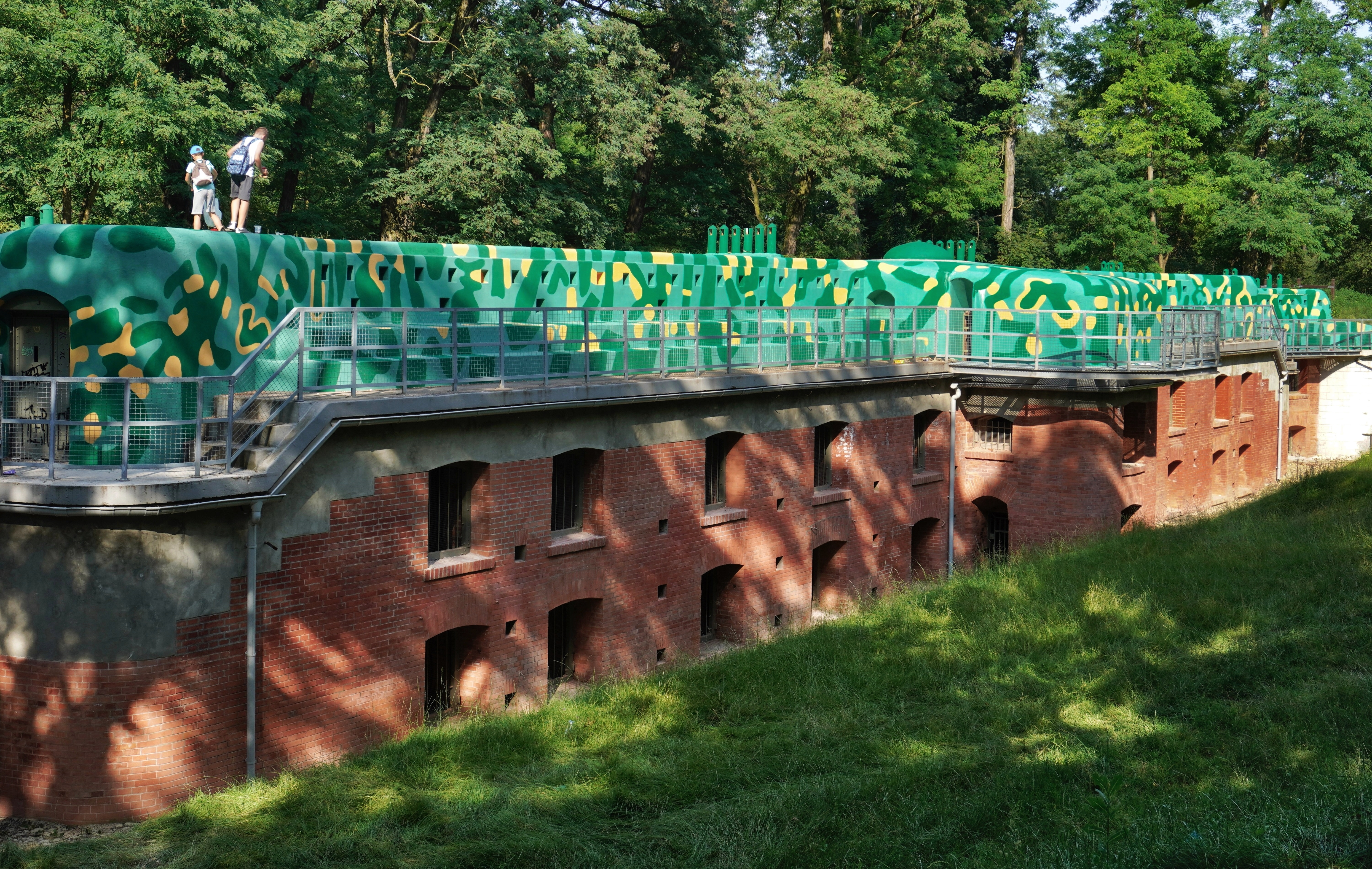
Fort pancerny pomocniczy 48a „Mistrzejowice”
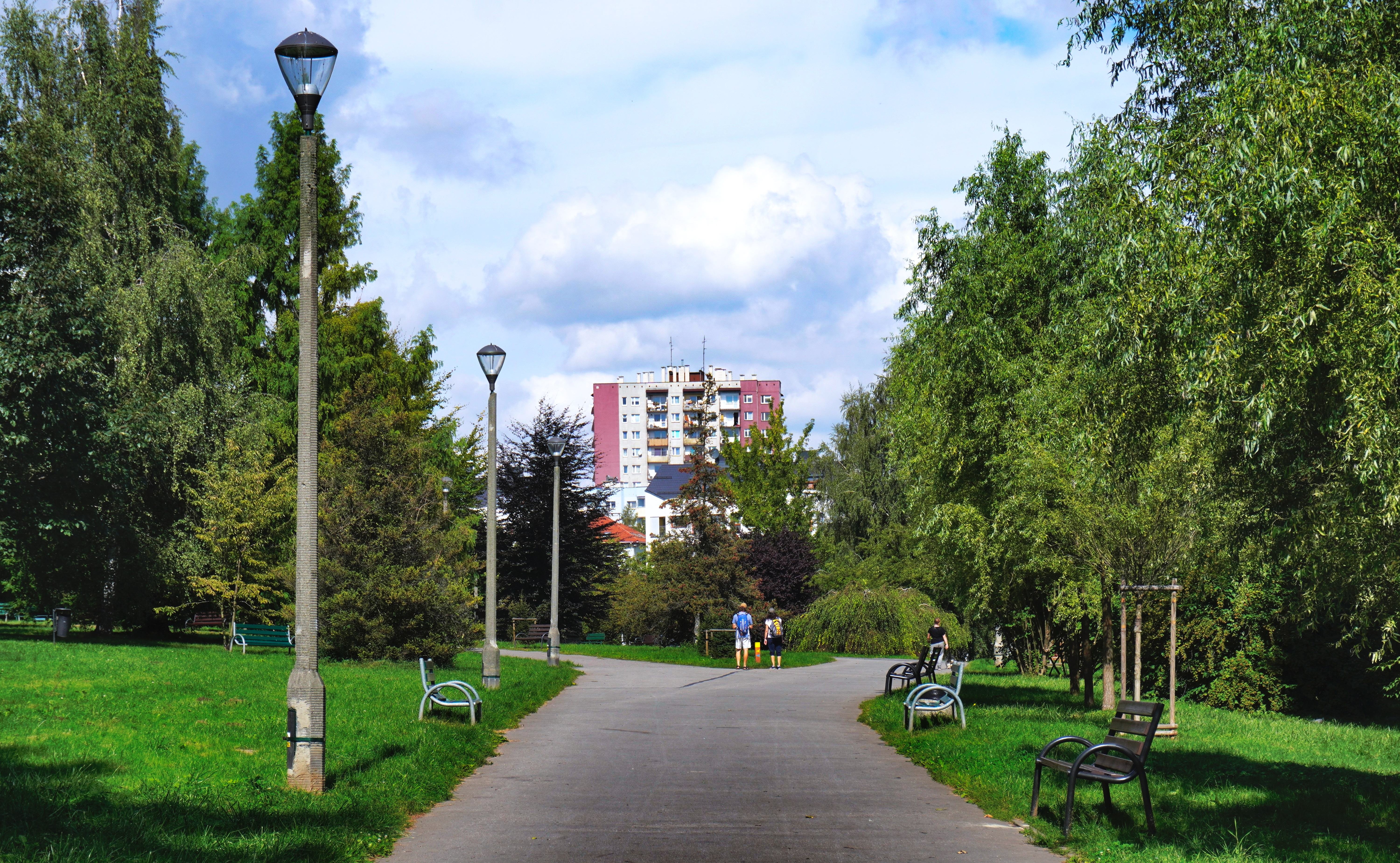
Planty Mistrzejowickie
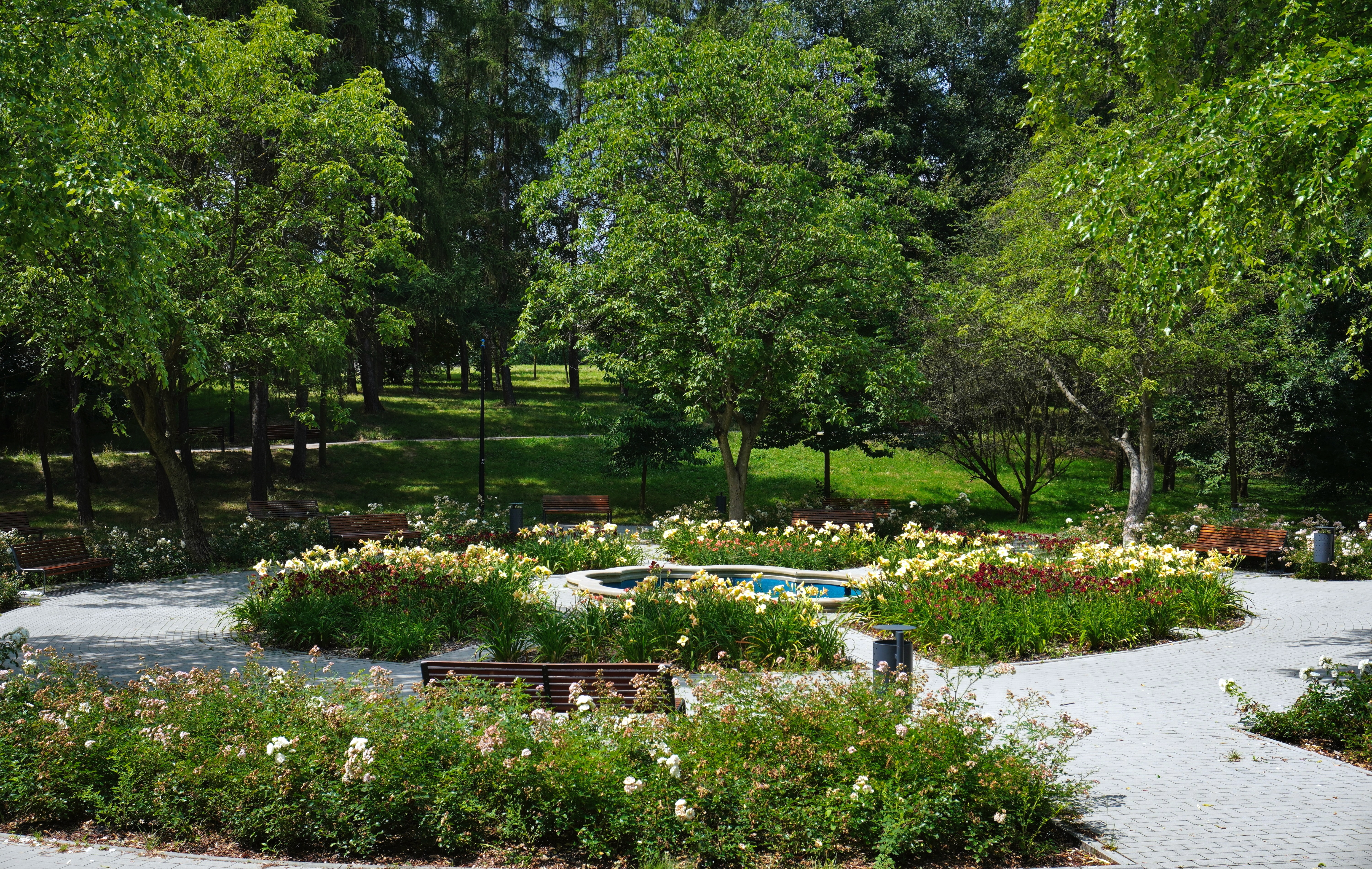
Park Tysiąclecia
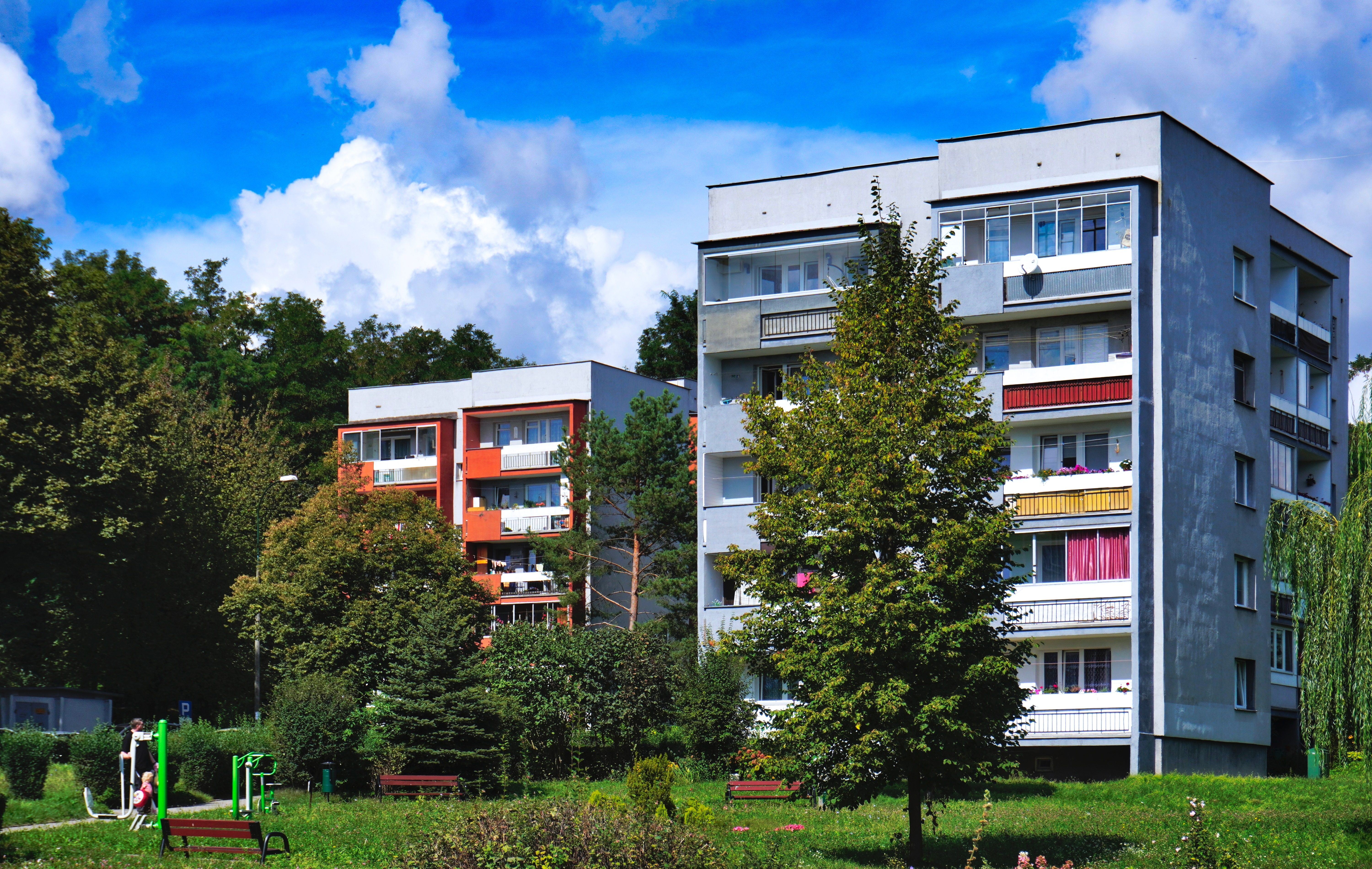
Osiedle Złotego Wieku, bloki „puchatki” na osiedlu, Mister Krakowa 1971
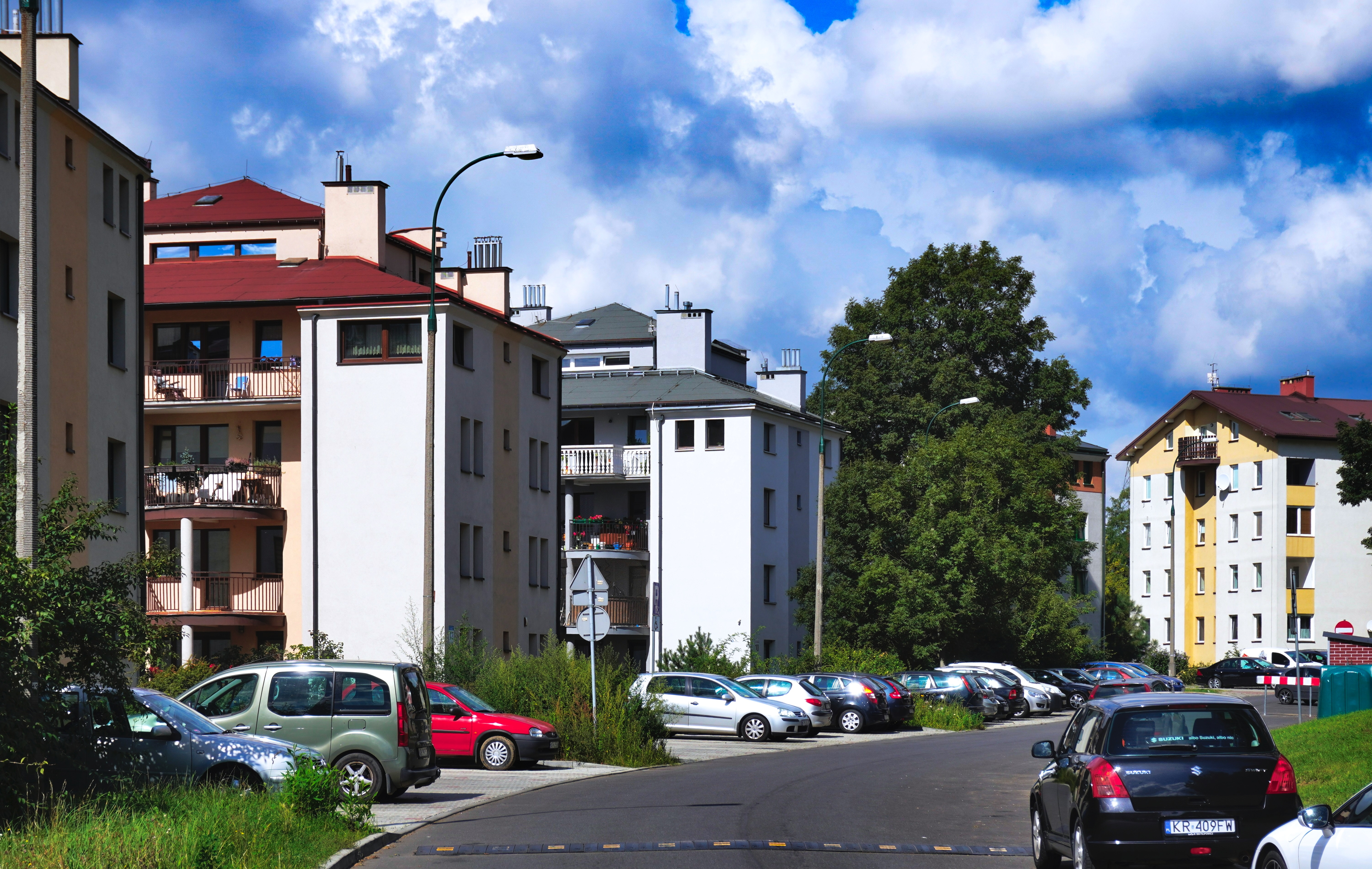
Ulica Wawelska, wielorodzinna zabudowa mieszkaniowa
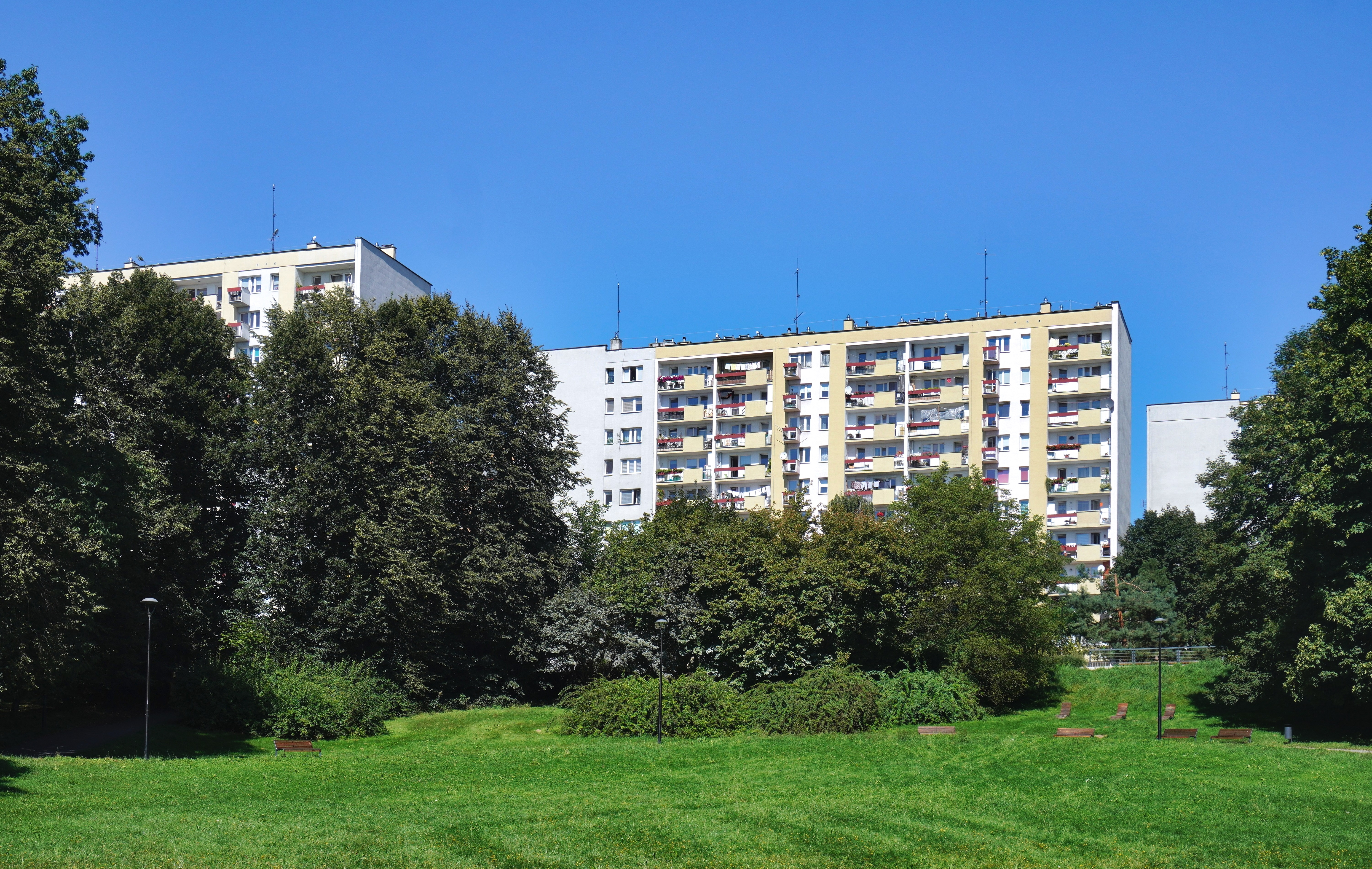
Osiedle Tysiąclecia
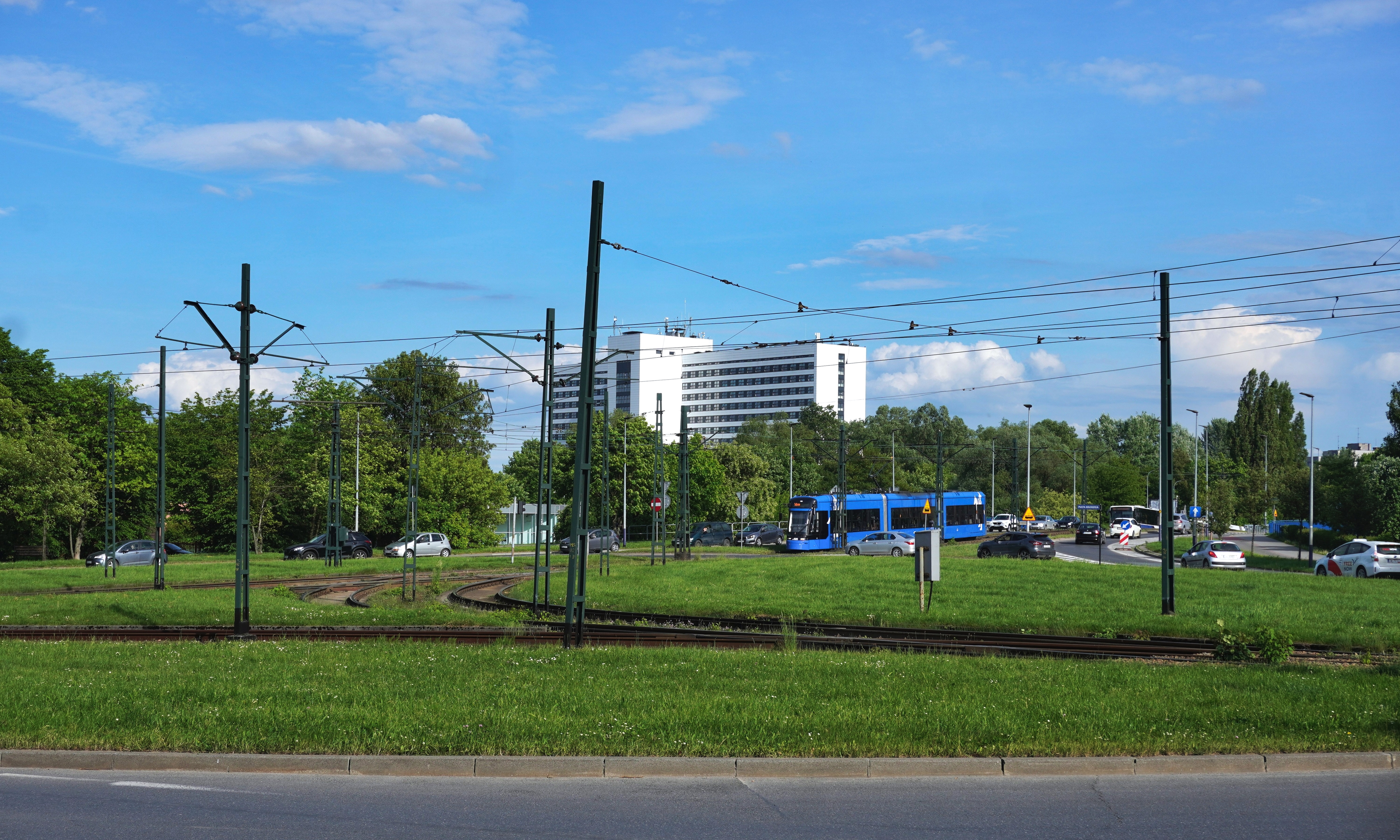
Rondo Piastowskie
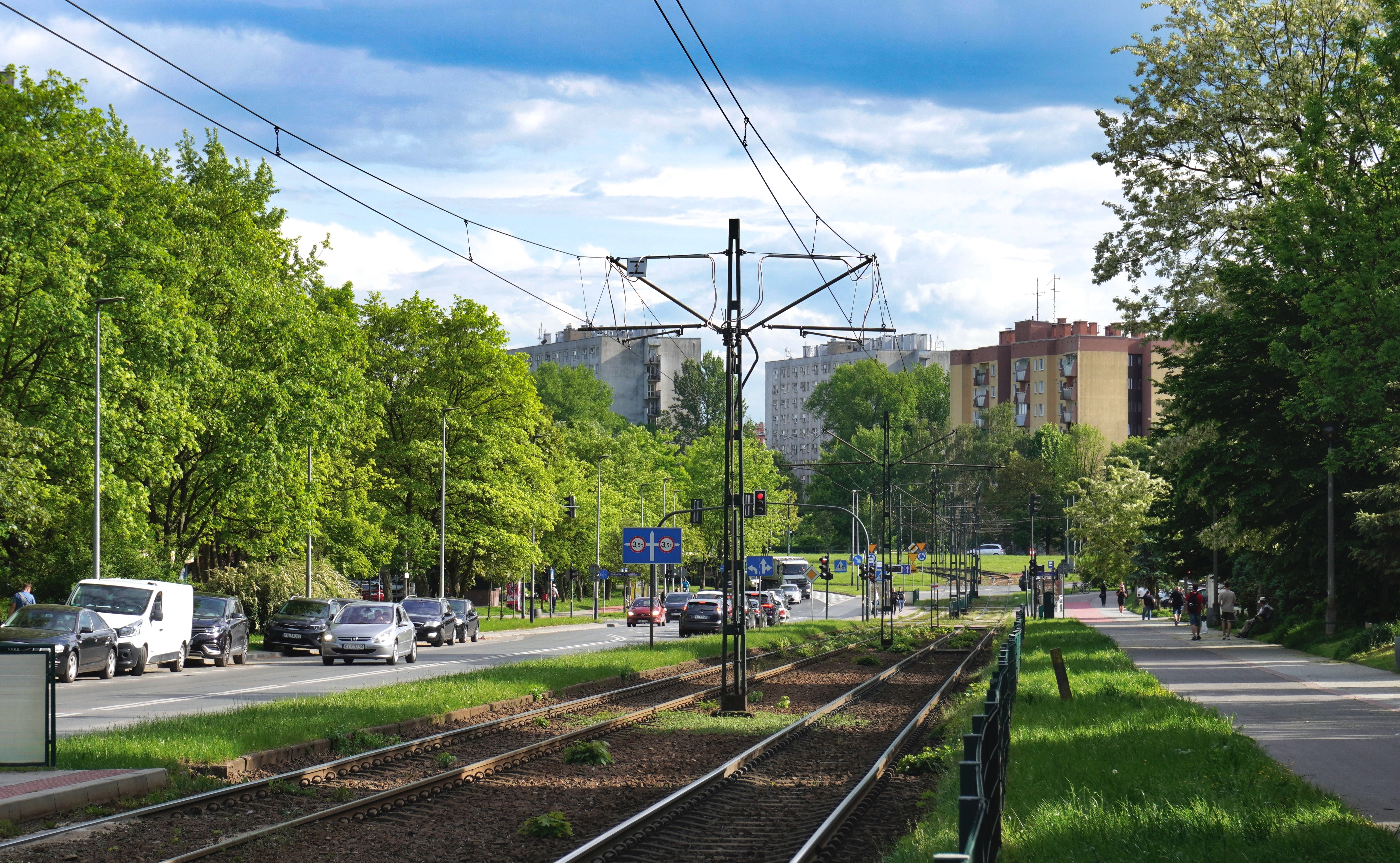
Ulica Piasta Kołodzieja